# Amonardia pentasetosa
Amonardia pentasetosa is een eenoogkreeftjessoort uit de familie van de Miraciidae. De wetenschappelijke naam van de soort is voor het eerst geldig gepubliceerd in 1954 door Noodt.